# Lennart Torstenson
Lennart Torstenson (Torstena bij Wennersborg in Zweden, 17 augustus 1603 - Stockholm, 7 april 1651), graaf van Ortala, baron van Virestad, was een Zweeds veldmaarschalk en militair ingenieur.

## Leven
Hij was de enige zoon van Märta Nilsdotter Posse en Torsten Lennartson, heer van Forstenden, die door zijn verkleefdheid aan koning Sigismund III van Polen naar Polen moest vluchten. Lennart bleef in Zweden achter, werd toen hij 15 was page bij Gustaaf Adolf en begeleidde de koning gedurende vier jaren bij al zijn veldtochten.
Na een reis met generaal Horn naar de Nederlanden, trad hij in 1624 in werkelijke krijgsdienst en woonde als vaandrig de slag bij Wallhof bij. In 1626 werd hij kapitein, in het volgende jaar luitenant-kolonel en reeds in 1628 kolonel.
In 1629 werd hij belast met de organisatie van de veldartillerie, die het leger naar Duitsland zou volgen. Nadat hij deze taak tot tevredenheid van de koning had volbracht, werd hij in 1630 opperbevelhebber van de veldartillerie, volgde het leger naar Pommeren en had een groot aandeel aan de verovering van verschillende vestingen.
De slag bij Breitenfeld (1631) toonde de deugdzaamheid van het nieuwe artilleriestelsel. Van tijd tot tijd kreeg Torstenson ook het zelfstandige bevel over grotere troepenafdelingen. Bij Kreuznach (1632) was hij een van de eersten op de stormladders en werd hij zwaar gekwetst. Enige maanden later belaadde hij zich met roem in de Slag bij Rain am Lech. Bij de aanval op Wallensteins verschanste stelling bij Neurenberg werd hij gevangengenomen en moest nu te Ingolstadt zes maanden in een dompige en vochtige kerker doorbrengen, waardoor zijn gezondheid ernstig geschaad werd. In 1633 huwde hij met barones Beata de la Gardie (1612–1680), dochter van rijksraadslid Johan de la Gardie (1582-1640) en Katarina Kristersdotter Oxenstierna (-1625), met wie hij in 1641 een zoon, Anders Torstenson, zou krijgen.
Na de dood van de koning in 1632 kreeg Torstenson een afzonderlijk bevel en veroverde Landsberg. Door ziekte gedwongen naar Zweden terug te keren, hield hij zich onvermoeid bezig met de verbetering van de artillerie, totdat hij in 1634 weer bij het leger terugkeerde en in genieënschap met Johan Banér in Pommeren vele voordelen behaalde en het geslonken aanzien van de Zweden aldaar herstelde. In 1636 volgde hij Banér naar Saksen, nam deel aan de Slag bij Wittstock, waar hij een infanteriebrigade aanvoerde.
Het volgende jaar toonde hij aan het hoofd van 16 regimenten cavalerie, dat hij even goed cavalerie- als artillerie- en infanteriegeneraal was. Nogmaals dwong hem zijn gezondheid in 1640 naar Zweden terug te keren, waar hij tot rijksraad werd benoemd.
In oktober 1641 moest hij echter de toga weer met het zwaard verwisselen, om na Banérs dood het bevel over het leger in Duitsland te aanvaarden, nadat hij kort tevoren tot veldmaarschalk was benoemd. Hij vond het leger in een bedenkelijke toestand, waarin hij spoedig verandering bracht.
In 1642 versloeg hij de keizerlijken bij Schweidnitz, maar werd door de overmacht gedwongen naar Saksen uit te wijken en belegerde daar Leipzig. Hier aangevallen door de aartshertog Leopold, versloeg hij deze zodanig bij Breitenfeld, dat geheel Saksen weer in zijn handen viel en hij opnieuw naar Silezië en Moravië oprukte.
In de eerste dagen van 1643 belegerde hij Freiberg, doch werd genoodzaakt het beleg op te breken, bracht echter daarna de keizer in het nauw, maar kreeg onverwacht opdracht naar Denemarken op te rukken, waar de koning zich zeer vijandig tegenover Zweden gedroeg. Hij vond de Denen geheel onvoorbereid, zodat hij met weinig moeite Jutland veroverde, hoewel de zachte winter zijn ondernemingen tegen de Deense eilanden verijdelde. De keizerlijke generaal Gallas meende de Zweden in Jutland te laten uithongeren, terwijl Torstenson langs hem heen trok en zich naar Duitsland wendde. Gallas volgde hem, doch werd door Torstenson zodanig in het nauw gedreven, dat hij van zijn 30.000 man slechts 2.000 man naar Bohemen kon redden.
Torstenson bezette Saksen opnieuw, versloeg een keizerlijk leger bij Jankowitz (5 maart 1645) en veroverde zelf het bruggenhoofd bij Wenen. Hij was echter te zwak om de Donau over te trekken en toen nu ook George I Rákóczi, zich moest terugtrekken onder druk van de Verheven Porte, voerde Torstenson zijn troepen naar Saksen terug. Zijn ziekte nam zodanig toe, dat hij het opperbevel aan Carl Gustaf Wrangel overgaf en naar Zweden terugkeerde. Koningin Christina benoemde hem in 1647 tot graaf van Ortala en in het volgende jaar tot stadhouder van verschillende gewesten.

## Referentie
- art. Torstenson (Lennart), in Nieuwenhuis' woordenboek van kunsten en wetenschappen 10 (1868), pp. 3-4.